# 森伯尔布尔
森伯尔布尔是印度奥里萨邦森伯尔布尔县的一个城镇。总人口154164（2001年）。

## 人口
该地2001年总人口154164人，其中男性79914人，女性74250人；0—6岁人口16606人，其中男8619人，女7987人；识字率66.30%，其中男性为74.23%，女性为57.78%。